# Велі-заде Алмас Гусейн кизи
Алмас Гусейн кизи Велі-заде (1913, тепер Азербайджан — ?) — азербайджанська радянська діячка, педагог, вчителька хімії 176-ї школи міста Баку Азербайджанської РСР. Депутат Верховної Ради СРСР 4-го скликання.

## Життєпис
Народилася в родині службовця. Навчалася в школі, потім закінчила педагогічний технікум у місті Гянджі.
Два роки працювала вчителькою школи № 1 міста Гянджі Азербайджанської РСР.
З 1931 року — студентка хіміко-біологічного факультету Азербайджанського педагогічного інституту імені Леніна.
Після закінчення інституту працювала вчителькою хімії школи в місті Кіровабаді (Гянджі).
Потім — вчителька хімії 44-ї школи Міського району міста Баку; вчителька хімії 176-ї школи Октябрського району міста Баку Азербайджанської РСР (на 1954 рік).
Подальша доля невідома.